# 平北白土
平北白土（たいらきたしらど）は、福島県いわき市の大字である。郵便番号は970-8024。

## 地理
いわき市中央部の平地区に属し、地区内中部に位置する。北で平塩、東から南にかけて平南白土、西で平とそれぞれ隣接する。また、平地内の新川旧河道付近に飛地が存在する。概ね町村制施行以前の磐城郡北白土村の流れを汲む地域である。夏井川右岸にて支流の新川と舌状に挟まれた平地であり、もともとは平の城下町の東に隣接する農村部であったが、高度経済成長による平市街地の都市化が進むとともに宅地化が進み、ほぼ全域にわたり住宅が建ち並ぶようになった。内郷御厩町に所在するいわき中央警察署及び平字正内町に所在する平消防署がそれぞれ管轄にあたる。

### 主な字
字
- 中島前
- 堀ノ内
- 塩取
- 田代
- 札場
- 中道
- 西ノ内
- 宮脇
- 上河原

- 知原
- 木ノ下
- ガビ内
- 上平
- 宮田
- 下宮田
- 穂積
- 鍛冶淵※

- 三倉※
- 上砂子町※
- 笊田※
- 愛谷町
- 原後※
- 中島
- ネキ内
- 宮前

※は飛地内の字

## 河川・水路
- 夏井川
  - 新川
- 愛谷江筋

## 歴史
- 1879年1月27日 - 平藩領北白土村が福島県内における郡区町村制の施行により磐前郡の村となる。
- 1889年4月1日 - 町村制の施行により北白土村が南白土村、上荒川村、下荒川村、谷川瀬村、中山村、小泉村、吉野谷村、上高久村と合併し、磐前郡飯野村が発足する。旧北白土村域は飯野村の大字となる[4]。
- 1896年4月1日 - 磐前郡と周辺郡との合併により石城郡が発足し、石城郡飯野村となる。
- 1950年4月1日 - 飯野村が平市と合併し、平市の大字となる。
- 1953年 - 北白土生活改善グループが発足し、生活改善モデル地区に指定される[5]。
- 1956年 - 新農山漁村建設事業の指定を受ける[5]。
- 1962年 - 白土区土地改良組合により地区中部57haを対象として土地改良事業が施行される[5]。
- 1964年
  - 2月 - 土地改良事業区域の字名が字宮前、字愛谷町に集約される[5]。
  - 1964年度 - 東部に北白土作町市営住宅が東部に建設される[5]。
- 1966年10月1日 - 平市が磐城市・常磐市・内郷市・勿来市、石城郡小川町・遠野町・四倉町・川前村・田人村・好間村・三和村、双葉郡久之浜町・大久村と合併しいわき市となり、いわき市平地区の大字となる。
- 1970年 - 前年に公布された改正都市計画法の施行に伴い、地区全体が第二種住居地域に区分される[5]。
- 1973年 - 西隣の平東部と併せた59.5haを対象とした平東部土地区画整理事業が8月に都市計画決定され、11月に事業認可される[5]。
- 1983年 - 土地区画整理事業に伴う字名変更により字作町、字愛谷町の大部分が平北白土から平へ変更され、それぞれ平字作町一丁目～三丁目、平字愛谷町一丁目～四丁目へ変更される[5]。
- 1984年4月 - 換地処分が行われ平東部土地区画整理事業が事業完了する[5]。

## 世帯数と人口
2023年10月31日現在の世帯数と人口は以下の通りである。
| 大字     | 世帯数   | 人口   |
| -------- | -------- | ------ |
| 平北白土 | 1685世帯 | 3173人 |

## 小・中学校の学区
市立小・中学校に通う場合、学区は以下の通りとなる。
| 番地 | 小学校                 | 中学校                 |
| ---- | ---------------------- | ---------------------- |
| 全域 | いわき市立平第三小学校 | いわき市立平第三中学校 |

## 交通

### 道路
- 福島県道229号甲塚古墳線
  - 古川橋
- いわき市道内郷平線
  - 白土大橋

### バス
新常磐交通路線バス
- （いわき駅方面） - 三島神社 - 堀の内 - 宮田団地 - （代之下方面）
  - いわき駅～夏井～西原

## 施設
- 富岡町役場いわき支所
- 北白土公民館
- 市営北白土団地
- 市営北白土穂積団地
- 市営北白土宮田団地
- 浄土宗宝国寺
- 三島八幡神社